# Olympische Winterspiele 1960/Teilnehmer (Vereinigte Staaten)
| Gelbes Symbol für Goldmedaillen mit stilisierten Olympischen Ringen | Graues Symbol für Silbermedaillen mit stilisierten Olympischen Ringen | Braundes Symbol für Bronzemedaillen mit stilisierten Olympischen Ringen |
| ------------------------------------------------------------------- | --------------------------------------------------------------------- | ----------------------------------------------------------------------- |
| 3                                                                   | 4                                                                     | 3                                                                       |

Die Vereinigten Staaten nahm an den VIII. Olympischen Winterspielen 1960 im US-amerikanischen Squaw Valley Ski Resort mit einer Delegation von 79 Athleten in acht Disziplinen teil, davon 61 Männer und 18 Frauen. Mit drei Gold-, vier Silber- und drei Bronzemedaillen war der Gastgeber die dritterfolgreichste Nation bei den Spielen.
Fahnenträger bei der Eröffnungsfeier war der Eisschnellläufer Donald McDermott.

## Teilnehmer nach Sportarten

### Biathlon
- John Burritt
20 km Einzel: 14. Platz (1:46:36,8 h)

- Larry Damon
20 km Einzel: 24. Platz (1:59:38,2 h)

- Gustav Hanson
20 km Einzel: 23. Platz (1:58:06,2 h)

- Richard Mize
20 km Einzel: 21. Platz (1:55:56,2 h)

### Eishockey
Männer
| - Bill Christian - Roger Christian - Bill Cleary - Bob Cleary - Gene Grazia - Paul Johnson - Jack Kirrane - John Mayasich - Jack McCartan | - Bob McVey - Dick Meredith - Weldon Olson - Edwyn Owen - Rodney Paavola - Larry Palmer - Dick Rodenheiser - Tommy Williams |

- Gold

### Eiskunstlauf
Männer
- Robert Brewer
7. Platz (1320,3)

- Tim Brown
5. Platz (1374,1)

- David Jenkins
Gold  (1440,2)

Frauen
- Carol Heiss
Gold  (1490,1)

- Laurence Owen
6. Platz (1343,0)

- Barbara Roles
Bronze  (1414,9)

Paare
- Ila Ray Hadley & Ray Hadley
11. Platz (65,7)

- Maribel Owen & Dudley Richards
10. Platz (67,5)

- Nancy Ludington & Ronald Ludington
Bronze  (76,2)

### Eisschnelllauf
Männer
- Bill Carow
500 m: Rennen nicht beendet

- Richard McDermott
500 m: 7. Platz (40,9 s)

- Bill Disney
500 m: Silber  (40,3 s)

- Eddie Rudolph
500 m: 10. Platz (41,2 s)
1500 m: 35. Platz (2:23,1 min)

- Floyd Bedbury
1500 m: 22. Platz (2:18,9 min)
5000 m: 30. Platz (8:39,6 min)

- Dick Hunt
1500 m: 17. Platz (2:17,7 min)
5000 m: 17. Platz (8:21,3 min)

- Keith Meyer
1500 m: 29. Platz (2:21,7 min)

- Arnold Uhrlass
5000 m: 14. Platz (8:18,0 min)
10.000 m: 15. Platz (16:49,3 min)

- Ross Zucco
10.000 m: 10. Platz (16:37,6 min)

Frauen
- Jeanne Ashworth
500 m: Bronze  (46,1 s)
1000 m: 8. Platz (1:36,5 min)
1500 m: 11. Platz (2:33,7 min)
3000 m: 8. Platz (5:28,5 min)

- Kathy Mulholland
500 m: 10. Platz (47,9 s)

- Jeanne Omelenchuk
500 m: 16. Platz (49,3 s)
1000 m: 15. Platz (1:39,8 min)
1500 m: 15. Platz (2:36,4 min)

- Barb Lockhart
1500 m: 18. Platz (2:37,0 min)

- Beverly Buhr
3000 m: 19. Platz (6:03,1 min)

- Cornelia Harrington
3000 m: 18. Platz (5:57,5 min)

### Nordische Kombination
- John Cress
Einzel (Normalschanze / 15 km): 29. Platz (375,919)

- Theodore Farwell
Einzel (Normalschanze / 15 km): 27. Platz (386,694)

- Craig Lussi
Einzel (Normalschanze / 15 km): 30. Platz (361,919)

- Alfred Vincelette
Einzel (Normalschanze / 15 km): 26. Platz (395,274)

### Ski Alpin
Männer
- Gordi Eaton
Abfahrt: 17. Platz (2:14,0 min)

- David Gorsuch
Abfahrt: 14. Platz (2:11,0 min)
Riesenslalom: 14. Platz (1:52,3 min)

- Max Marolt
Abfahrt: 18. Platz (2:14,2 min)
Riesenslalom: 21. Platz (1:54,9 min)

- Marvin Melville
Abfahrt: 22. Platz (2:15,9 min)

- Jim Barrier
Riesenslalom: 16. Platz (1:52,7 min)
Slalom: Rennen nicht beendet

- Tom Corcoran
Riesenslalom: 4. Platz (1:49,7 min)
Slalom: 9. Platz (2:14,7 min)

- Frank Brown
Slalom: 37. Platz (3:01,3 min)

- Chuck Ferries
Slalom: disqualifiziert

Frauen
- Penny Pitou
Abfahrt: Silber  (1:38,6 min)
Riesenslalom: Silber  (1:40,0 min)
Slalom: 33. Platz (2:19,8 min)

- Betsy Snite
Abfahrt: disqualifiziert
Riesenslalom: 4. Platz (1:40,4 min)
Slalom: Silber  (1:52,9 min)

- Joan Hannah
Abfahrt: 21. Platz (1:47,9 min)

- Linda Meyers
Abfahrt: 33. Platz (1:53,4 min)
Riesenslalom: disqualifiziert

- Beverley Anderson
Riesenslalom: 36. Platz (1:57,4 min)
Slalom: 26. Platz (2:13,1 min)

- Renie Cox
Slalom: 9. Platz (1:59,2 min)

### Skilanglauf
Männer
- Charlie Akers
15 km: 50. Platz (1:02:35,7 h)

- Karl Bohlin
4 × 10 km Staffel: 11. Platz (2:38:01,8 h)

- John Dendahl
4 × 10 km Staffel: 11. Platz (2:38:01,8 h)

- Theodore Farwell
50 km: 31. Platz (3:49:56,6 h)

- Olavi Hirvonen
15 km: 48. Platz (1:00:38,6 h)
50 km: 26. Platz (3:36:37,8 h)

- Sven Johanson
30 km: Rennen nicht beendet

- Peter Lahdenpera
15 km: 46. Platz (59:13,0 min)
4 × 10 km Staffel: 11. Platz (2:38:01,8 h)

- Leo Massa
30 km: 42. Platz (2:16:47,0 h)
50 km: 29. Platz (3:41:08,2 h)

- Mack Miller
15 km: 22. Platz (54:49,0 min)
30 km: 27. Platz (2:03:05,4 h)
50 km: 17. Platz (3:17:23,2 h)
4 × 10 km Staffel: 11. Platz (2:38:01,8 h)

- Joe Pete Wilson
30 km: 43. Platz (2:22:16,2 h)

### Skispringen
- Gene Kotlarek
Normalschanze: 42. Platz (165,1)

- Ansten Samuelstuen
Normalschanze: 7. Platz (211,5)

- Jon St. Andre
Normalschanze: 28. Platz (192,3)

- Butch Wedin
Normalschanze: 32. Platz (187,1)